# Безкровний Олександр Матвійович
Безкро́вний Олександр Матвійович (13 (25) серпня 1893, с. Пристайлове Лебединського повіту Харківської губернії, нині Лебединського району Сумської області — ?)

## Життєпис
Мовознавець. Закінчив Лебединську гімназію (1914), того ж року вступив на історико-філологічний факультет Петроградського університету, який не закінчив через демобілізацію 1916 на фронти 1-ї світової війни. Активний учасник революційного руху 1917—1920. Деякий час належав до партії «боротьбистів». 1919—1921 — у Червоній армії. 1922—1923 навч. в Академії теоретичних знань (Харків), після закінчення якої вступив до аспірантури Харківського ІНО. 1923—1928 — доцент кафедри російського й українського мовознавства Воронежського університету; 1928—1930 — завідувач кафедри мовознавства, професор Саратоського університету. 1930—35 працював у Ленінградстких ВНЗах та академічних інститутах АН СРСР: Інституті філософії і лінгвістики, Педагогічному інституті, Інституті мови й мислення, Інституті «Мовної культури». 1930 за дорученням М. Марра організував Кабінет російської та української мови, де разом з аспірантами розробляв кілька тем з українського мовознавства на засадах «нового вчення про мову». 1935—1939 працював в Інституті мовознавства АН УРСР та одночасно Київському університеті, 1939—1957 — в Ульяновському педагогічному інституті (1949—1951 — завідувач кафедри російської мови). Для українського мовознавства важливими є дослідження Безкровний про українські говори Слобожанщини й Воронежчини.

## Праці
- К диалектологии слобожанских говоров. Звуковые особенности гор. Лебедина и его района (Сумского Округа) // Язык и литература. 1927. Т. 2, вып. 2;
- К вопросу о природе дифтонгического рефлекса в переходных северо-украинских говорах Воронежской губернии // Сб. статей в честь академика А. И. Соболевського. Ленинград, 1928;
- До проблеми генезису ітеративних слів з суфіксом -ва- в російській і українських мовах // Мовознавство. 1936. № 8;
- Из истории создания переходного украинско-русского диалекта в Воронежской области // Мат. и исследования по рус. диалектологии. Т. 2. Москва, 1949.